# للسل أوكس ألوميتيس (كيبك)
للسل أوكس ألوميتيس (بالإنجليزية: L'Isle-aux-Allumettes, Quebec)‏ هي بلدية محلية في كيبيك تقع في كندا في Pontiac Regional County Municipality. يقدر عدد سكانها بـ 1,345 نسمة ومساحتها 234.20 كم2 .